# Beto (Fußballspieler, 1976)
Roberto Luís Gaspar de Deus Severo, bekannt als Beto (* 3. Mai 1976 in Lissabon), ist ein ehemaliger portugiesischer Fußballspieler.

## Karriere

### Verein
Beto stammt aus der Jugend von C.A.C. „Pontinha“, bis er im Alter von 14 Jahren zu den Junioren von Sporting Lissabon wechselte. Für die Nachwuchsmannschaften von Sporting war er fünf Jahre aktiv, ehe er zum Profikader vor Sporting stieß. Bevor er jedoch für die Hauptstädter zum ersten Mal auflief, entschieden sich die Sporting-Verantwortlichen Beto auszuleihen. Nachdem er in der Saison 1994/95 bei União Lamas und 1995/96 bei SC Campomaiorense Spielpraxis sammeln konnte, kehrte er in der Saison 1996/97 zu seinem Heimatverein zurück. Dort entwickelte er sich zum Leistungsträger und Führungsspieler. Als Mannschaftskapitän gewann er 2000 und 2002 die nationale Meisterschaft sowie den portugiesischen Super-Cup mit den Grün-Weißen. Mit dem Pokalerfolg 2002 wurde seine länderinterne Titelsammlung vollständig.
Nach internen Problemen mit dem damaligen Trainer Paulo Bento verließ Beto im Januar 2006 Lissabon und unterzeichnete bei Girondins Bordeaux. Am letzten Tag der Sommertransferperiode des gleichen Jahres wurde er an den spanischen Erstligaaufsteiger Recreativo Huelva ausgeliehen. Am 3. Juli 2007 unterzeichnete er einen 3-Jahres-Vertrag mit den Andalusiern. Nach drei Jahren in Spanien kehrte er nach Lissabon zurück und wechselte zu Belenenses Lissabon. Seine Karriere beendete Beto 2011 bei UD Alzira.

### Nationalmannschaft
Beto war lange Zeit Verteidiger der portugiesischen Nationalmannschaft. Schon als Jugendlicher wurde er für die Junioren-Nationalmannschaften nominiert. Bei der U-18-Fußball-Europameisterschaft 1994 in Spanien war er im Kader Portugals. Die Mannschaft drang bis ins Finale vor und konnte nach einem 1:1-Unentschieden den Gegner aus Deutschland mit 4:1 im Elfmeterschießen bezwingen.
Am 6. September 1997 bestritt Beto sein erstes A-Länderspiel in der Nationalmannschaft (1:1 gegen Deutschland). Er nahm an der Fußball-Europameisterschaft 2000 (zwei Einsätze) und der Fußball-Weltmeisterschaft 2002 (drei Einsätze) aktiv teil und war im Aufgebot bei der Fußball-Europameisterschaft 2004 im eigenen Land. Er spielte 31-mal für die portugiesische Fußballnationalmannschaft und machte 2 Tore.

## Erfolge
- U-18-Europameister: 1994
- Portugiesischer Fußball-Meister: 2000, 2002
- Portugiesischer Fußballpokal: 2002
- Portugiesischer Super-Cup: 2000, 2002

## Privat
Beto ist verheiratet und hat zwei Kinder.